# تحالف وكالات الأنباء الأوروبية
تحالف وكالات الأنباء الأوروبية (بالإنجليزية: European Alliance of News Agencies، اختصارًا: EANA) هو اتحاد يضم وكالات أنباء في أوروبا. تأسست المنظمة في 21 أغسطس 1956 ومقرها في برن، مقر الوكالة السويسرية للأنباء (sda). سبق تأسيس EANA منظمة "Agences Alliées" التي تأسست عام 1924 وكانت نشطة حتى الحرب العالمية الثانية عندما توقفت أنشطتها.
وفقًا لنظامها الأساسي، فإن هدف EANA هو "حماية وتعزيز المصالح المشتركة لأعضائها"، و"ضمان أن تعمل وكالات الأنباء الأعضاء كمقدمي أخبار غير منحازة". كما تؤكد EANA أنها تدعم مبادئ حرية الصحافة وتسعى لتسهيل عمل وكالات الأنباء الأعضاء وفقًا لهذه المبادئ.
وفقًا لدراسة أجرتها كلية لندن للاقتصاد حول وكالات الأنباء ونُشرت في عام 2019، "[نظرًا لاندماجها الواسع في الأنظمة الإعلامية الوطنية، وكذلك مشاركتها الكبيرة مع أصحاب المصلحة الرئيسيين، فإن وكالات الأنباء توفر محورًا مثمرًا ولكنه مهمل لدراسة شاملة ومقارنة تهدف إلى فهم هذه التغيرات الهيكلية في البيئة الإعلامية المعاصرة]".
منذ 21 سبتمبر 2018، أصبح بيتر كروبش، الرئيس التنفيذي لوكالة الأنباء الألمانية دويتشه بريسه-اجنتور (dpa)، رئيسًا لتحالف وكالات الأنباء الأوروبية (EANA).
لمدة عامين منذ 26 سبتمبر 2014، كان كلايف مارشال، الرئيس التنفيذي لوكالة الأنباء البريطانية بريس أسوسييشن (PA)، رئيسًا لتحالف وكالات الأنباء الأوروبية.
كان يوناس إريكسون، الرئيس التنفيذي لوكالة الأنباء السويدية تي تي نيوز إيجنسي، رئيسًا لتحالف وكالات الأنباء الأوروبية بين عامي 2016 و2018.
يقدم تحالف وكالات الأنباء الأوروبية كل عام جائزة جودة لأعضائه. في عام 2015، فازت وكالة الأنباء الفرنسية أجانس فرانس-بريس (AFP) ومديرتها العالمية للأخبار، ميشيل ليريدون، بجائزة EANA للتميز لعام 2015.

## العضوية
هناك 32 عضوًا في تحالف وكالات الأنباء الأوروبية:
- أجانس فرانس-بريس
- وكالة الأنباء الوطنية الإيطالية
- الوكالة الألبانية للأنباء
- وكالة الأناضول
- وكالة أنباء أندورا (ca)
- وكالة أنباء أثينا-مقدونيا
- وكالة الأنباء النمساوية
- بيلجا
- وكالة الأنباء البلغارية
- وكالة الأنباء الكرواتية
- وكالة أنباء قبرص
- وكالة الأنباء التشيكية
- الوكالة الهولندية للأنباء
- فينا
- وكالة الأنباء الفنلندية
- دويتشه بريسه-اجنتور
- وكالة الأنباء المجرية
- الوكالة السويسرية للأنباء
- كوسوفا بريس
- وكالة لوسا للأنباء
- وكالة الأنباء النرويجية
- بريس أسوسييشن
- وكالة الأنباء البولندية
- ريتسو
- أجربريس
- وكالة أنباء سلوفاكيا
- وكالة الأنباء السلوفينية
- إيفي
- وكالة الأنباء الأذربيجانية الحكومية
- تانجوك
- تي تي نيوز إيجنسي
- أوكرينفورم

### أعضاء سابقون معلقون
- تاس، تم تعليق عضويتها في 28 فبراير 2022.[ا]